# Pacifische kroontiran
De Pacifische kroontiran (Onychorhynchus occidentalis) is een zangvogel uit de familie Tityridae. Deze ondersoort komt voor van westelijk Ecuador en noordwestelijk Peru.